# Alan Price
Pour les articles homonymes, voir Price.
Alan Price (né le 19 avril 1942 à Fatfield (Durham) en Angleterre) est un musicien britannique, auteur-compositeur et occasionnellement acteur.

## Biographie
Dès l'âge de sept ans, Alan Price apprend seul le piano, puis l'orgue, la guitare et la basse. Fasciné par le jeu du musicien américain Jerry Lee Lewis, il se met au rock 'n' roll avant d'expérimenter le jazz et le rhythm and blues.
Parti à Newcastle, il y crée son propre groupe, The Alan Price Rhythm and Blues Combo. Lorsqu'en 1963 le chanteur Eric Burdon se joint à eux, le groupe est renommé The Animals, et connaît un succès immédiat (notamment The House of the Rising Sun extrait de l'album The Animals sorti en 1964), et part s'installer à Londres.
Alan Price apparaît dans le film Dont Look Back de D. A. Pennebaker consacré à la tournée anglaise de Bob Dylan et il y évoque l'éventualité d'une carrière solo. En effet, malgré le succès du groupe, il annonce officiellement le 5 mai 1965 qu'il quitte The Animals, prétextant sa peur de l'avion.
Il crée alors The Alan Price Set, où il assure claviers et chant, accompagné de Clive Burrows au saxophone baryton, Steve Gregory au saxophone ténor, John Walters à la trompette, Peter Kirtlry à la guitare, Rod « Boots » Slade à la basse et « Little » Roy Mills à la batterie (qui sera éventuellement remplacé par Alan White), groupe qui connaît un premier succès avec une reprise de la chanson I Put A Spell On You de Screamin' Jay Hawkins, puis avec des pièces comme Simon Smith and His Dancing Bear de Randy Newman, sa propre composition The House That Jack Built, ou Don’t Stop The Carnival de Sonny Rollins.
En 1968, Alan Price dissout le groupe. Il s'est par la suite associé à Georgie Fame, a composé en 1973 la musique du film O Lucky Man! de Lindsay Anderson, a participé aux reformations du groupe The Animals en 1976 et en 1983.

## Controverse
Seul Alan Price est crédité pour les arrangements de la chanson The House of the Rising Sun. Selon Eric Burdon, c'est simplement parce qu'il n'y avait pas assez de place pour nommer les cinq membres du groupe sur l'étiquette du disque, et le prénom Alan est le premier dans l'ordre alphabétique. Toutefois, cela signifie que seul Price a perçu des droits d'auteur pour ce tube ce qui a laissé une amertume certaine aux autres membres du groupe, qui en ont fait régulièrement état dans diverses interviews; évoquant un désir d'arriver à s'entendre avec Price au moins sur les royalties à venir, car il est indéniable que le succès de la chanson doit non seulement aux claviers de Price mais aussi aux guitares, et à la voix de Burdon, c'est un tout, mais Price leur aurait opposé une fin de non recevoir. Eric Burdon, dans le documentaire de Hannes Rosencher Rock'n roll animal, plusieurs fois diffusé en France sur Arte, raconte, non sans humour mais aussi avec une nette amertume, que le public demande systématiquement cette chanson lors de ses concerts, augmentant les royalties perçus par Price.